# Bisbat de Créteil
El bisbat de Créteil (francès: Diocèse de Créteil, llatí: Dioecesis Christoliensis) és una seu de l'Església Catòlica a França, sufragània de l'arquebisbat de París. Al 2013 tenia 773.000 batejats sobre una població de 1.309.000 habitants. Actualment està regida pel bisbe Michel Santier.

## Territori
La diòcesi comprèn el departament francès de Val-de-Marne.
La seu episcopal és la ciutat de Créteil, on es troba la catedral de Nostra Senyora.
El territori s'estén sobre 245 km², i està dividit en 82 parròquies, agrupades en 19 sectors pastorals.

## Història
La diòcesi va ser erigida 9 d'octubre, el 1966 amb la butlla Qui volente Deo del Papa Pau VI, mitjançant l'obtenció del territori de l'arquebisbat de París i de la diòcesi de Versalles. La diòcesi, sufragánea de l'arxidiòcesi de París, cobreix el territori del departament de Val de Marne, establert pel Govern francès amb la llei de 10 de juliol de 1964 per substituir els anteriors departaments del Sena i Sena i Oise.
La primera catedral va ser l'església de Saint Louis en Choisy-le-Roi, construïda el segle; el 1987, l'església de Nostra Senyora de Créteil esdevingué la catedral, que va ser completament renovada i reconsagrada el setembre de 2015 .

## Cronologia episcopal
- Robert Marie-Joseph François de Provenchères † (9 d'octubre de 1966 - 13 d'agost de 1981 jubilat)
- François-Victor-Marie Frétellière, P.S.S. † (13 d'agost de 1981 succeduto - 3 de maig de 1997 mort)
- Daniel Camille Victor Marie Labille (25 de març de 1998 - 4 de setembre de 2007 jubilat)
- Michel Santier, des del 4 de setembre de 2007

## Estadístiques
A finals del 2013, la diòcesi tenia 773.000 batejats sobre una població de 1.309.000 persones, equivalent al 59,1% del total.
| any  | població | població  | població | sacerdots | sacerdots       | sacerdots       | sacerdots             | diaques | religiosos | religiosos | parròquies |
| ---- | -------- | --------- | -------- | --------- | --------------- | --------------- | --------------------- | ------- | ---------- | ---------- | ---------- |
| any  | batejats | total     | %        | total     | clergat secular | clergat regular | batejats por sacerdot | diaques | homes      | dones      |            |
| 1970 | 672.804  | 1.121.340 | 60,0     | 294       | 248             | 46              | 2.288                 |         | 46         | 900        | 79         |
| 1980 | 742.000  | 1.231.000 | 60,3     | 274       | 220             | 54              | 2.708                 |         | 72         | 900        | 80         |
| 1990 | 739.000  | 1.216.000 | 60,8     | 350       | 186             | 164             | 2.111                 | 3       | 227        | 840        | 83         |
| 1999 | 750.000  | 1.224.000 | 61,3     | 339       | 145             | 194             | 2.212                 | 10      | 245        | 770        | 84         |
| 2000 | 751.000  | 1.226.864 | 61,2     | 339       | 149             | 190             | 2.215                 | 14      | 231        | 770        | 84         |
| 2001 | 757.000  | 1.236.786 | 61,2     | 339       | 142             | 197             | 2.233                 | 20      | 236        | 770        | 84         |
| 2002 | 763.000  | 1.246.000 | 61,2     | 288       | 121             | 167             | 2.649                 | 23      | 201        | 693        | 84         |
| 2003 | 751.000  | 1.226.961 | 61,2     | 282       | 121             | 161             | 2.663                 | 25      | 196        | 682        | 83         |
| 2004 | 750.000  | 1.226.961 | 61,1     | 264       | 109             | 155             | 2.841                 | 26      | 196        | 632        | 83         |
| 2006 | 751.000  | 1.226.961 | 61,2     | 291       | 117             | 174             | 2.580                 | 30      | 209        | 630        | 83         |
| 2013 | 773.000  | 1.309.000 | 59,1     | 283       | 133             | 150             | 2.731                 | 41      | 163        | 603        | 82         |